# Justicia diffusa
Justicia diffusa là một loài thực vật có hoa trong họ Ô rô. Loài này được Willd. mô tả khoa học đầu tiên năm 1797.

## Hình ảnh